# Joan Vinyoli
Joan Vinyoli (Barcelona, 3 de julio de 1914-30 de noviembre de 1984) fue un poeta español. Estuvo fuertemente influido por la obra de Rainer Maria Rilke, e hizo suya su máxima: "La poesía no es cosa de sentimientos, sino de experiencias".

## Biografía
Vinyoli vivió una infancia marcada por las penurias económicas familiares. Su padre, médico internista, murió cuando tenía cuatro años, en el 1919. Nacido en Barcelona, al morir su padre es llevado a San Juan Despí, primer municipio y más adelante a una pequeña torre cerca la vía del tren. El 1922 volvió a Barcelona, donde empezó a estudiar en los jesuitas de la calle Caspe. Después pasaría al Colegio de la Inmaculada. Cursó estudios de comercio y a los dieciséis años entró a trabajar en la editorial Labor, donde ejerció varios cargos, hasta su jubilación en el 1979.
De vocación inicial vacilante y de formación autodidacta, Vinyoli concibe la poesía, a la manera de Carles Riba, como una herramienta indagatoria y de conocimiento de uno mismo y el mundo y como una formación de realización espiritual. Su lírica, deudora del romanticismo alemán y el postsimbolismo evoluciona progresivamente hacia una poesía metafísica y existencial injertada de un realismo de carácter experiencial y moral. La poesía es, para Vinyoli, una vía de arraigo a la realidad y de trascendencia de ésta y el medio óptimo, de salvación, para superar el estado de indigencia que el poeta cree inherente a la condición humana. Su producción poética puede dividirse en dos etapas: la primera, que va de 1937 a 1963, en la cual es fiel al maestrazgo de Riba y Rilke, es la de formación y consolidación. Está caracterizada por los constantes replanteamientos poéticos y por la firme voluntad de construirse una voz lírica personal.

### Primera etapa
Publica cinco compilaciones poéticas: "Primer desenllaç" (1937), en que prevalece la voluntad de arte a la auténtica poesía; "De vida i somni" (1948), escrito según una nueva manera de concebir el quehacer poético, más como <<un misterio casi religioso 
que como un oficio>>; "Les hores retrobades" (1951), de tono marcadamente elegíaco y que inaugura la etapa de consolidación de Vinyoli, que comportará el paso decisivo desde el descriptivismo paisajístico inicial hasta el proceso de simbolización tan característico de su obra posterior, y "El Callat" (1956), que se conforma como el volumen central y más exitoso de la primera época. El año 1963, después de siete años de silencio, en los que, sin embargo, escribe la primera versión de "Llibre d'amic", Joan Vinyoli publica Realitats, un libro irregular y heterogéneo en qué el poeta vacila entre seguir fiel a los postulados poéticos que han presidido la escritura e 'El Callat 
o adscribirse al modelo de poesía realista que impera en aquel momento en Cataluña.

### Segunda etapa
La segunda etapa, que va del 1970 al 1984, es la de madurez y plenitud poéticas y coincide con el momento de máximo reconocimiento por parte de la crítica (premios, reseñas, lecturas poéticas...) y del público lector. También es la más fecunda: edita un total de once libros de poemas, además de dos compilaciones de obra poética, Poesia completa 1937-1975 (1975) y Obra poètica 1975-1979 (1979), y dos volúmenes de traducciones de la poesía de Rilke, Versions de Rilke (1984) y Noves versions de Rilke (1985), que aparece póstumamente. Entre 1970 y 1975, Vinyoli publica los volúmenes Tot és ara i res (1970), Encara les paraules (1973) y Ara que és tard (1975), que forman un tríptico unitario, por el tono desolado y el planteamiento existencialista que los caracteriza. Con Vent d'aram (1976), se inicia el último cambio de su poesía, muy intenso y productivo, pese los constantes problemas de salud. Los libros publicados en estos años giran alrededor de tres ejes temáticos: el amor, la muerte y la poesía. Llibre amic (1977), El griu (1978) y Cants d'Abelone (1983, pero escrito el 1979) son libros de temática amorosa, ya sea desde una perspectiva místico-espiritual o más explícitamente erótica (El griu). Con la recopilación Cercles (1979), de tono amargo, pero lúcido, Vinyoli intenta una reflexión metafísica sobre la existencia; mientras en los últimos poemarios, A hores petites (1981), Domini màgic y Passeig d'aniversari (1984), el tema central es la polarización entre la consciencia de la muerte y la dimensión mágica y trascendente de la palabra poética. en las postrimerías de la vida, el poeta se aferra al ámbito lírico como único medio para hacer frente al embate del tiempo y la fragilidad de la existencia:

Tot és lluny i prop, 
 i no s'acaba mai aquest viatge
 per les paraules: 
 ja no tinc res més.
Joan Vinyoli

Traducción: 

Todo está lejos y cerca, 
 y no se acaba nunca este viaje
 por las palabras: 
 ya no tengo nada más.
Joan Vinyoli

### Veraneo en Santa Coloma de Farnés y en Bagur
Vinyoli nació y murió en Barcelona, ciudad que amaba profundamente, donde vivió y trabajó toda la vida. Asimismo, en sus versos, dejan una huella fundamental los períodos de veraneo vividos en Santa Coloma de Farnés, en la infancia y en Bagur como adulto. Son días de libertad, donde puede disfrutar plenamente del entorno natural y humano de estas dos poblaciones de las comarcas de Gerona y entregarse a la poesía. En Santa Coloma pasó los veranos de su infancia y adolescencia desde el 1922 hasta el 1935, en la calle Beat Dalmau, 34. Hace el triple descubrimiento del amor, la naturaleza y la poesía: el verso "I la natura em crida" (Traducción: "Y la naturaleza me llama"), que inaugura su obra, tiene su génesis en el recuerdo de su paisaje y, como él mismo dijo:

De més o menys els vuit anys fins als disset anys els vaig passar a Santa Coloma de Farners, La Selva, vila el paisatge de la qual ha estat més tard literaturitzat en algun dels meus primers llibres. Recordo que allí hi vaig passar les millors estones de la meva adolescència: les passejades a la plaça, el tennis, els boscos.
Vinyoli

Traducción:

De más o menos los ocho años hasta los diecisiete años los pasé a Santa Coloma de Farnés, La Selva, villa cuyo paisaje ha estado más tarde literaturizado en algunos de mis primeros libros. Recuerdo que ahí pasé los mejores ratos de mi adolescencia: los paseos a la plaza, el tenis, los bosques
Vinyoli

En Bagur, a partir del verano de 1954, descubre el ámbito metafórico y sensorial del mar. 
También hace referencia con estas palabras:

el lloc important i definitiu com a centre de les meves experiències de tot ordre, poètic i vital va ser Begur
Vinyoli

Traducción:

el sitio importante y definitivo como centro de mis experiencias de todo orden, poético y 

vital fue Bagur
Vinyoli

## Obra
La obra poética de Joan Vinyoli, influida inicialmente por las lecturas de Carles Riba y de Rainier Maria Rilke, la constituyen más de 500 poemas distribuidos en 17 libros. Posteriormente también se vio influenciado por las lecturas de Hölderlin, Rimbaud y Shakespeare. Su voz logra una primera culminación con El Callat (1956), uno de los poemarios más profundos y ricos de la poesía catalana de la posguerra. Después, con el libro Realitats (1963), hace una deliberada aproximación al realismo histórico, corriente imperante de la época. Pero su realismo existencialista es muy personal y no encaja con el gusto de la crítica del momento. Asimismo, era el inicio de la modulación de una voz propia que se manifestará de forma impetuosa a partir del año 1970 con la publicación de Tot és ara i res. Su poesía, de tono indagatorio, se convierte en la crónica lírica de una personalidad vitalista y anhelante, y seduce a los lectores por su extraordinaria capacidad comunicativa y su autenticidad. La efervescencia creativa de Vinyoli culmina en los últimos poemarios, en los que se renueva constantemente dentro una unidad orgánica. Su último libro, Passeig d'aniversari (1984), es una meditación lírica marcada por el presentimiento de la muerte.

## Premios
- Premio Nacional de Poesía, por Passeig d'aniversari. (1985)

En 1974 fue galardonado con el Premio Lletra d'Or por I encara les paraules. Ha sido galardonado en dos ocasiones con el Premio de la Crítica de poesía catalana por Ara que és tard (1976) y Passeig d'aniversari (1984). Por esta última obra, en 1985 obtuvo también el Premio Nacional de Poesía.En 1982 se le otorgó la Cruz de Sant Jordi, concedida por la Generalidad de Cataluña.

## Obra
- 1937 — Primer desenllaç. Ed. Residència d'estudiants.[5]
- 1948 — De vida i somni. Ariel.
- 1951 — Les hores retrobades. Els llibres de l'Óssa Menor.[6]
- 1956 — El Callat. Els llibres de l'Óssa Menor.[7]
- 1963 — Realitats. Els llibres de l'Óssa Menor.[8]
- 1970 — Tot és ara i res. Edicions 62.[9]
- 1973 — Encara les paraules. Edicions 62[10]
- 1975 — Ara que és tard. Edicions 62[11]
- 1975 — Poesia completa 1937-1975. Editorial Ariel (Introducción de Joan Teixidor)[12]
- 1976 — Vent d'aram. Proa (Pròleg de Lluís Izquierdo)[13]
- 1977 — Llibre d'amic. La Gaya Ciencia.[14]
- 1978 — El griu. La Magrana[15]
- 1979 — Obra poètica 1975-1979. Ed. Crítica (Prólogo de Miquel Martí i Pol)[16]
- 1980 — Cercles. Barcelona: Edicions 62[17]
- 1981 — A hores petites. Ed. Crítica[18]
- 1981 — Antologia poètica. Proa (Prólogo de Feliu Formosa)[19]
- 1983 — Cants d'Abelone. Revista Reduccions
- 1984 — Domini màgic. Empúries
- 1984 — Passeig d'aniversari. Empúries
- 2001 — Obra poètica completa. Col·lecció Clàssics Catalans. Edicions 62 - Diputació de Barcelona. Reedición en bolsillo, 2008
- 2014 — "La mano del fuego". Candaya. Antología poética.